# 브리 라슨
브리앤 시도니 디소니어스(영어: Brianne Sidonie Desaulniers, 1989년 10월 1일 ~ )는 브리 라슨(영어: Brie Larson)이라는 예명으로 활동하고 있는 미국의 배우, 영화 감독, 가수이다. 그녀는 미국 아카데미상, 영국 아카데미 영화상(BAFTA), 골든 글로브상 및 미국 배우 조합상 등 여러 시상식에서 수상하였다. 캘리포니아주, 새크라멘토에서 태어난 라슨은 만 6살 때 미국 음악원에서 연수 프로그램에 참석하기 전에 홈스쿨링으로 공부했으며, 그곳에서 가장 어린 학생이였다. 로스 앤젤레스로 이주한 후, 그녀는 《더 투나잇 쇼 위드 제이 레노》에서 만 8세의 나이에 스케치 코미디를 하며 연기 경력을 시작했다. 그녀는 2001년 시트콤 《레이싱 대드》에서 고정 출연한 후 《훗》(2006), 《스콧 필그림 Vs. 더 월드》(2010), 《21 점프 스트리트》 (2012), 《스펙타큘라 나우》(2013)과 《나를 미치게 하는 여자》(2015) 등 여러 영화에서 조연 역할을 하였다. 2009년부터 2011년까지 라슨은 TV 시리즈 《유나이티드 스테이트 오브 타라》에서 냉소적인 십대로 출연했다. 라슨은 독립 영화 《숏텀 12》(2013)으로 주목 받기 시작했다.
2015년을 기점으로 그녀는 더 많은 성공을 거두게 되었고, 엠마 도노휴의 동명의 소설을 기반으로 한 드라마 영화 《룸》에서 조이 "마" 뉴섬 역으로 그녀의 연기는 비평가들의 찬사를 받아 미국 아카데미상 최우수 여우주연상 수상을 포함하여 영국 아카데미 영화상(BAFTA), 크리틱스 초이스 영화상, 골든 글로브상 및 미국 배우 조합상 최우수 여우주연상 등을 수상하였다. 2017년, 그녀는 모험 영화 《콩: 스컬 아일랜드》에서 포토 저널리스트를 연기하며 그녀의 최고 흥행 수익을 거둔 영화가 되었으며, 영화 《더 글라스 캐슬》에서 자네트 웰스를 연기했다. 또한 그녀는 장편.영화 《유니콘 스토어》(2017)의 연출을 맡으며 영화 감독으로도 데뷔했다. 라슨은 2015년 앨범 《Finally Out of P.E.》을 발매한 뮤지션이기도 하다.
어벤져스, 캡틴마블에서 캡틴마블역을 맡았다.

## 성장 과정

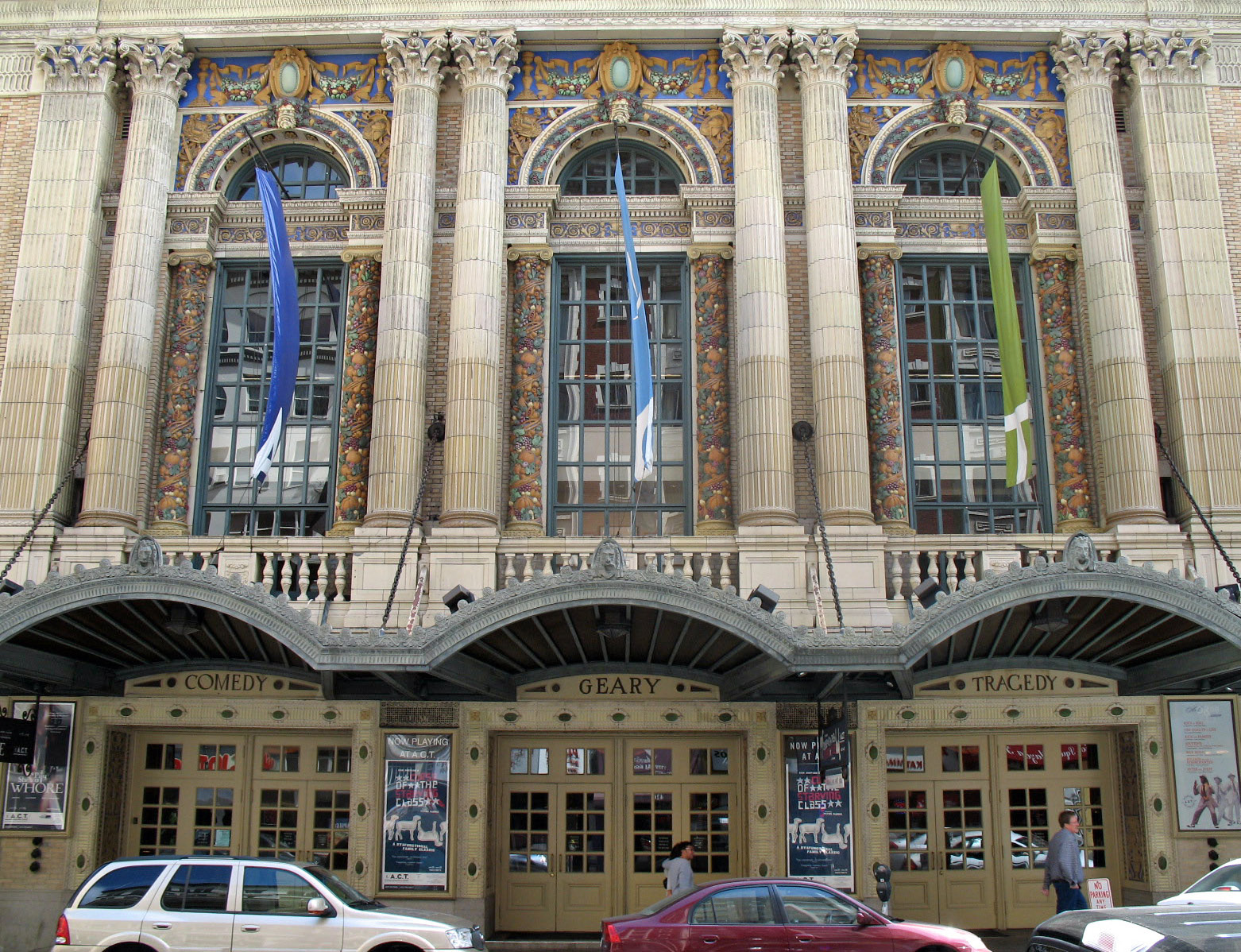
라슨이 최연소 입학생이었던 샌프란시스코의 미국 음악원 극장

브리 라슨은 1989년 10월 1일, 캘리포니아주 새크라멘토에서 헤더(결혼 전 성씨는 애드워드)와 실뱅 디소니어스의 장녀로 태어났다. 그녀의 부모는 시술을 함께한 카이로프랙틱 의사였다. 형제자매로는 여동생 밀레인이 있다. 그녀의 아버지는 프랑스계 캐나다인이었기 때문에 라슨의 첫 번째 언어는 프랑스어였다. 라슨은 홈스쿨링을 받았으며, 만 6세 때 배우가 되는 것에 관심을 갖기 시작했다. 다음 해 샌프란시스코의 미국 음악원에서 연수 프로그램을 수강했으며 그곳에서 가장 어린 학생이 되었다. 그녀가 만 7세일 때 라슨의 부모는 이혼했고 그녀는 그 때문에 그녀가 "많은 어둠"을 경험했다고 말했다. 이혼 직후, 그녀의 어머니 헤더는 라슨의 배우 꿈을 이뤄주기 위해 두 딸과 함께 로스앤젤레스로 이주했다. 그들은 재정적 수단이 제한되어 있어, 버뱅크의 할리우드 스튜디오 근처의 작은 아파트에서 살았다. 라슨의 예명은 그녀가 어머니의 증조모인 엘바 조세핀 라슨에서 따온 것이라 알려졌지만, 그녀는 어린 시절 선물 받은 인형 키얼스틴 라슨에서 영감을 받았다고 밝혔다. 그녀의 첫 직업은 《더 투나잇 쇼 위드 제이 레노》의 1996년 방영된 에피소드로 "Malibu Mudslide Barbie"에 대한 상업적 패러디 연기였다.

## 개인 생활
라슨은 2013년부터 뮤지션 알렉스 그린월드와 연인 관계이다. 2016년 5월, 라슨의 대리인은 그녀와 그린 월드가 약혼했음을 확인했다. 그 뒤, 2019년 1월, 둘은 헤어졌다.
 2017년 3월 미국 아카데미상 남우주연상 시상에 나선 라슨은 수상자 호명과 상 전달 후 박수를 치지 않았는데, 배니티 페어와의 인터뷰에서 남우주연상 수상자인 케이시 애플렉에게 박수를 보내지 않은 것은 의도적이었다고 말하며, "무대에서 내가 했던 일 자체가 일종의 발언이었다"며 "나는 그 주제에 대해 언급할만한 것을 이미 모두 말했다고 생각한다"고 밝혔다.

## 출연 작품

### 영화
| 연도 | 제목                              | 원제                                      | 역할                        | 참고                             |
| ---- | --------------------------------- | ----------------------------------------- | --------------------------- | -------------------------------- |
| 1999 | 스페셜 딜리버리                   | Special Delivery                          | 어린 앤젤                   |                                  |
| 2004 | 완벽한 그녀에게 딱 한가지 없는 것 | 13 Going on 30                            | 식스 칙                     |                                  |
| 2004 | 소녀들의 비밀파티                 | Sleepover                                 | 리즈 대니얼스               |                                  |
| 2005 | 매디슨                            | Madison                                   | 경주 소녀                   |                                  |
| 2005 | 바비와 마법의 페가수스            | Barbie and the Magic of Pegasus           | 가수                        | 노래: "Hope Has Wings"           |
| 2006 | 훗                                | Hoot                                      | 베아트리체 "더 베여" 립     |                                  |
| 2007 | 펭귄들의 익살극                   | Farce of the Penguins                     | I Need a Z-Pack 펭귄 (더빙) | 애니메이션 영화                  |
| 2007 | 리멤버 더 데이즈                  | Remember the Daze                         | 앤지 포드                   |                                  |
| 2008 | 베이비시터                        | The Babysitter                            | 앨리슨                      | 단편 영화                        |
| 2009 | 하우스 브로큰                     | House Broken                              | 수전 "수지" 데커            |                                  |
| 2009 | 저스트 펙                         | Just Peck                                 | 에밀리 도널드슨             |                                  |
| 2009 | 기숙학교: 금지된 일탈             | Tanner Hall                               | 케이트                      |                                  |
| 2010 | 그린버그                          | Greenberg                                 | 세라                        |                                  |
| 2010 | 스콧 필그림                       | Scott Pilgrim vs. the World               | 나탈리 V. "엔비" 아담스     |                                  |
| 2011 | 트리트멘트                        | Treatment                                 | 프래니                      |                                  |
| 2011 | 웨이팅                            | Weighting                                 |                             | 단편 영화; 공동 감독과 공동 각본 |
| 2011 | 스모가스보드                      | Smorgasbord                               | 시에라                      | 단편 영화                        |
| 2011 | 램파트                            | Rampart                                   | 헬렌                        |                                  |
| 2012 | 21 점프 스트리트                  | 21 Jump Street                            | 몰리 트레이시               |                                  |
| 2012 | 트러블 위드 블리스                | The Trouble with Bliss                    | 스테파니 하우스키           |                                  |
| 2012 | 디 암                             | The Arm                                   |                             | 단편 영화; 공동 감독과 공동 각본 |
| 2013 | 비터 오렌지                       | Bitter Orange                             | 머틀                        | 단편 영화                        |
| 2013 | 돈 존                             | Don Jon                                   | 모니카 마텔로               |                                  |
| 2013 | 숏텀 12                           | Short Term 12                             | 그레이스 하워드             |                                  |
| 2013 | 스펙타큘라 나우                   | The Spectacular Now                       | 캐시디 로이                 |                                  |
| 2014 | 겜블러                            | The Gambler                               | 에이미 필립스               |                                  |
| 2015 | 디깅 포 파이어                    | Digging for Fire                          | 맥스                        |                                  |
| 2015 | 나를 미치게 하는 여자             | Trainwreck                                | 킴 타운젠드                 |                                  |
| 2015 | 룸                                | Room                                      | 조이 "마" 뉴섬              | 아카데미 여우주연상 수상         |
| 2016 | 프리 파이어                       | Free Fire                                 | 저스틴                      |                                  |
| 2017 | 콩: 스컬 아일랜드                 | Kong: Skull Island                        | 메이슨 위버                 |                                  |
| 2017 | 유리성                            | The Glass Castle                          | 지넷 웰스                   |                                  |
| 2017 | 유니콘 스토어                     | Unicorn Store                             | 킷                          | 감독과 제작을 겸함               |
| 2017 | 블루스 인 인디아                  | Basmati Blues                             | 린다                        |                                  |
| 2019 | 캡틴 마블                         | Captain Marvel                            | 캐럴 댄버스 / 캡틴 마블     |                                  |
| 2019 | 어벤져스: 엔드게임                | Avengers: Endgame                         | 캐럴 댄버스 / 캡틴 마블     |                                  |
| 2019 | 저스트 머시                       | Just Mercy                                | 에바 앤즐리                 |                                  |
| 2019 | 비트윈 투 펀스: 투어 스페셜       | Between Two Ferns: The Movie              | 본인                        | 카메오                           |
| 2021 | 샹치와 텐 링즈의 전설             | Shang-Chi and the Legend of the Ten Rings | 캐럴 댄버스 / 캡틴 마블     | 크레딧 카메오                    |
| 2023 | 분노의 질주: 라이드 오어 다이     | Fast X                                    | 테스                        |                                  |
| 2023 | 더 마블스                         | The Marvels                               | 캐럴 댄버스 / 캡틴 마블     |                                  |

### 텔레비전
| 연도    | 제목                          | 원제                           | 역할                                 | 참고                                                         |
| ------- | ----------------------------- | ------------------------------ | ------------------------------------ | ------------------------------------------------------------ |
| 1998    | 더 투나잇 쇼 위드 제이 레노   | The Tonight Show with Jay Leno | Roadkill Easy Bake Oven / Girl Scout | 2 에피소드                                                   |
| 1998    | 투 해브 앤 투 홀드            | To Have & to Hold              | 릴리 퀸                              | 2 에피소드                                                   |
| 1999    | 천사의 손길                   | Touched by an Angel            | 레이철                               | 에피소드: "Into the Fire"                                    |
| 1999    | 파퓰러                        | Popular                        | 로빈 로빈                            | 에피소드: "Fall on Your Knees"                               |
| 2000    | 덴 컴 유                      | Then Came You                  | 어린 앨리슨                          | 에피소드: "Then Came Aidan's Ex"                             |
| 2000    | 쉬멜                          | Schimmel                       | 사만타                               | 방영 안된 텔레비전 파일럿                                    |
| 2001-02 | 라이징 대드                   | Raising Dad                    | 에밀리 스튜어트                      | 주연, 22 에피소드                                            |
| 2003    | 라이트 온 트랙                | Right on Track                 | 코트니 앤더스                        | 텔레비전 영화                                                |
| 2003    | 희망과 믿음                   | Hope & Faith                   | 시드니 새노우스키                    | 방영 안된 텔레비전 파일럿                                    |
| 2008    | 고스트 위스퍼러               | Ghost Whisperer                | 크리스타 아이젠버그                  | 에피소드: "Slam"                                             |
| 2009    | 더 버그                       | The Burg                       | Hipster Girl                         | 에피소드: "Change"                                           |
| 2009-11 | 유나이티드 스테이트 오브 타라 | United States of Tara          | 캐서린 "케이트" 그렉슨               | 주연, 36회분 출연                                            |
| 2011    | 더 리그                       | The League                     | 애슐리                               | 2회분 출연                                                   |
| 2012    | 국립테러리즘기동대            | NTSF:SD:SUV::                  | 카테린                               | 에피소드: "The Real Bicycle Thief"                           |
| 2012    | 엔트리 레벨                   | Entry Level                    | 로라                                 | 방영 안된 텔레비전 파일럿                                    |
| 2013    | 크롤 스노우                   | Kroll Show                     | 대학생 소녀                          | 2회분 출연                                                   |
| 2013-14 | 커뮤니티                      | Community                      | 레이첼                               | 3회분 출연                                                   |
| 2015    | 코미디 뱅! 뱅                 | Comedy Bang! Bang!             | 자신                                 | 에피소드: "Brie Larson Wears a Billowy Long-Sleeve Shirt..." |
| 2016    | 새터데이 나이트 라이브        | Saturday Night Live            | 자신 (호스트)                        | 에피소드: "Brie Larson/Alicia Keys"                          |
| 2023    | 레슨 인 케미스트리            | Lessons in Chemistry           | 엘리자베스 조트                      | 주연                                                         |
| 2023    | 스콧 필그림, 날아오르다!      | Scott Pilgrim Takes Off        | 엔비 애덤스                          | 목소리                                                       |

## 뮤직 비디오
| 녀도 | 가수                | 노래 (곡)              | 출처   |
| ---- | ------------------- | ---------------------- | ------ |
| 2014 | 제니 루이스         | "Just One Of The Guys" | [ 19 ] |
| 2017 | 제이지 feat. 비욘세 | "Family Feud"          | [ 20 ] |